# Best of My Love (Eagles)
Best of My Love è un singolo del gruppo musicale statunitense Eagles, pubblicato nel 1974.

## Tracce
1. Best of My Love (Henley, Frey, Souther)
2. Midnight Flyer (Craft)

## Formazione
- Glenn Frey - voce, chitarra acustica
- Bernie Leadon - chitarra elettrica, cori
- Randy Meisner - basso, cori
- Don Henley - batteria, percussioni, cori
- Don Felder chitarra elettrica

## Classifiche
| Classifica                       | Posizione migliore |
| -------------------------------- | ------------------ |
| Billboard Canadian Singles Chart | 1                  |
| Canadian Adult Contemporary      | 1                  |
| Hot Adult Contemporary Tracks    | 1                  |
| Billboard Hot 100                | 1                  |